# Mülküşehsuvar, Kandıra
Mülküşehsuvar là một xã thuộc huyện Kandıra, tỉnh Kocaeli, Thổ Nhĩ Kỳ. Dân số thời điểm năm 2010 là 409 người.